# Ammoselinum occidentale
Ammoselinum occidentale là một loài thực vật có hoa trong họ Hoa tán. Loài này được Munz & I.M.Johnst. mô tả khoa học đầu tiên năm 1925.